# Phaethornis longuemareus
Phaethornis longuemareus là một loài chim trong họ Trochilidae.